# Sokół-Eiche

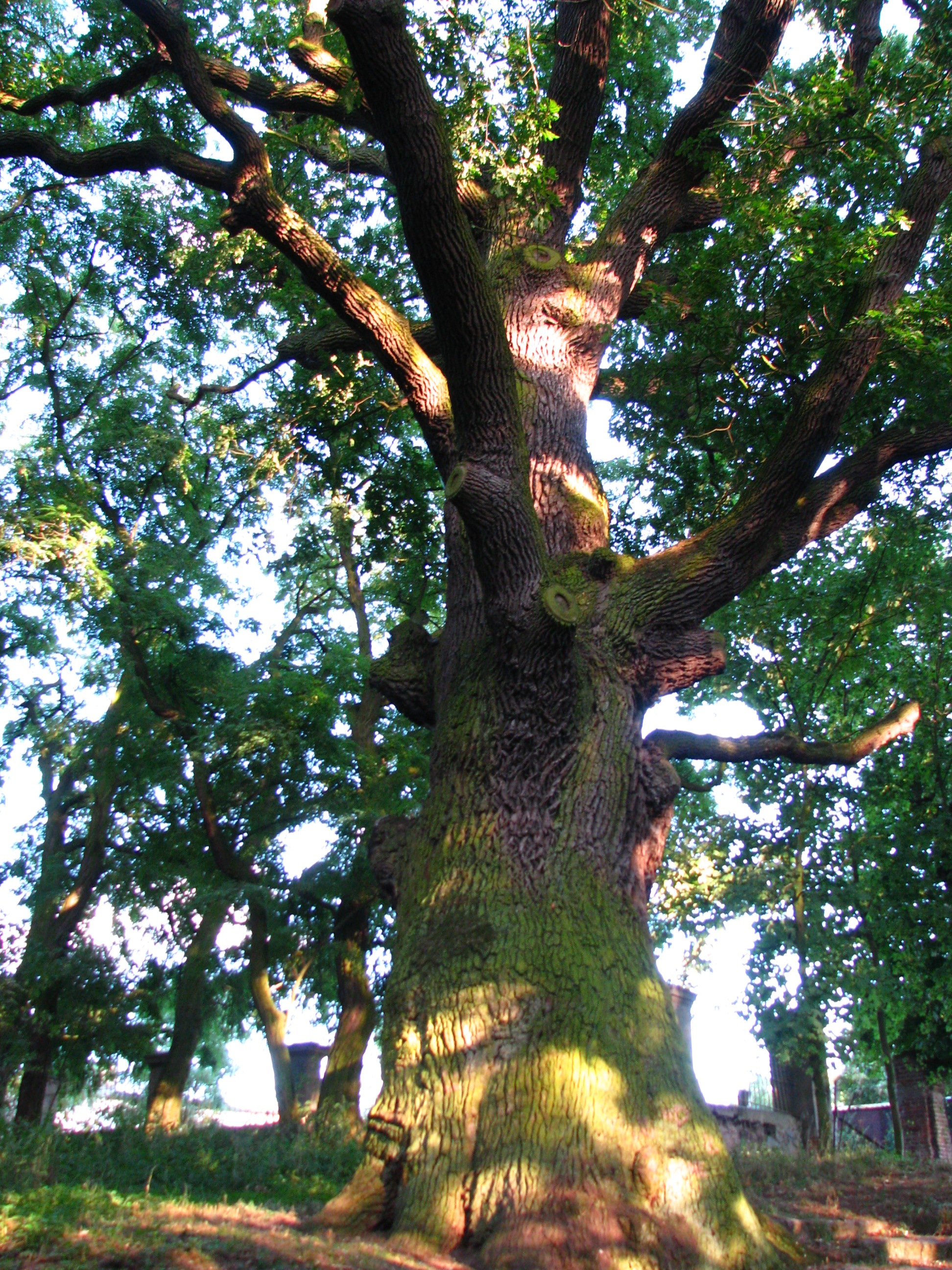
Die Sokół-Eiche

Die Sokół-Eiche (['sɔkuw-]) ist eine Stieleiche, die in Großpolen am Powidzer See  im Schlosspark in Giewartów (Gemeinde Ostrowite) wächst.
Der Umfang der Eiche beträgt 718 cm, gemessen in 1,3 m Höhe im Jahr 2018. Der Baum hat eine Höhe von 19 m. Dieser Baum wurde um das Jahr 1600 ± 50 gepflanzt.
Nach anderen Angaben wurde sie im 13. Jahrhundert gepflanzt. Diese Eiche wurde zusammen mit anderen Elementen der Fauna und Flora, die sich im Park befinden, über den Powidzer Landschaftspark in den Schutz einbezogen.
Sie ist das prächtigste und höchste Naturdenkmal im Park von Giewartów, der sich am nordwestlichen Ortsrand befindet.
Der Name Sokół (Polnisch: Falke) wurde von der polnischen Kolonie in Frankreich vergeben, als sie sich im Schlösschen auf dem Terrain von Giewartów aufhielt.
Vor der Eiche ist eine Informationstafel angebracht.
Koordinaten: 52° 22′ 28,2″ N, 17° 56′ 57,5″ O